# Mniobia russeola
Mniobia russeola är en hjuldjursart som först beskrevs av Carl Zelinka 1891.  Mniobia russeola ingår i släktet Mniobia och familjen Philodinidae. Inga underarter finns listade i Catalogue of Life.